# ABC Monday Night Football (datorspel)
ABC Monday Night Football (ABCマンデーナイトフットボール ABC Mande Naito Futtoboru?) är ett amerikanskt fotbollsdatorspel uppkallad efter en tv-sändning av Monday Night Football.